# 大瀧詠一 (アルバム)
『大瀧詠一』（おおたきえいいち）は、1972年11月25日に発売された大滝詠一通算1作目のスタジオ・アルバム。

## 背景
はっぴいえんどのセカンド・アルバム『風街ろまん』は、1971年5月7日からレコーディングが始まるが、細野晴臣の意向により8月3日、南正人のレコーディングで知り合った吉野金次がエンジニアとして参加することが決まった。ここから『風街ろまん』の実質的なアルバム制作が開始され、「夏なんです」「風をあつめて」「花いちもんめ」が吉野ミキサーによって録音された。しかし、本格的に吉野で『風街ろまん』の制作が始まった頃、大滝詠一はほとんどの作品を梅津達男ミキサーの手によって既に仕上げていたため、吉野が手掛けた大滝作品は「春よ来い」のアンサー・ソングである「春らんまん」と、「いらいら」の続編である「颱風」のみとなった。そして「夏なんです」等の細野作品に大滝は全く参加していないため、スタジオで一人ヒマな時間が増えていった。そこで、この『風街ろまん』をキングレコードからリリースしたいと目論んでスタジオに日参していたディレクター三浦光紀との無駄話の時間が増えていった。
はっぴいえんどが在籍していたURCレコードは原盤制作会社でもあり、岡林信康のシングル盤は原盤供給という形でビクターから発売されていた。そして、1970年の『第二回中津川フォークジャンボリー』のライブ盤の供給を受けたキングの担当が三浦だった。そこで、はっぴいえんどの原盤供給を受けたいということで、シングル「12月の雨の日/はいからはくち」がキングからシングル発売されることが決定した。しかし、普通の原盤供給であるなら、同じ音源を使用するのが通例だが、はっぴいえんどは、どうせ出すならばと、シングル・バージョンを再録することにした。しかし、このような前例がないため、その制作費をどこが持つのかという問題が発生し、原盤及び販売会社が困ったという。更に、一度録音した音源をボツにして、また録音し直したいというグループのわがままから、制作費の高騰という問題も起きた。そこでキング・スタジオが提供されることになり、キングはシングル発売にこぎつけたという。そして、シングルに続いてアルバムもキングから出したいということになり、後に『風街ろまん』というタイトルになるはっぴいえんどの二枚目のアルバムのレコーディングは当初、キング・スタジオで始められた。ところが途中ではっぴいえんどはどうしてもURCが譲れないとなり、そこでキングとURCは「ソロならばキングから出してもいい」と新たなアイディアを持ち出し、その最初として大滝のソロ・アルバム制作が決まったというのが、本作の経緯だった。そして、その後は細野、鈴木茂という順番が予定されてもいたという。

## 録音、制作
大滝は、“アルバム”という呼び名は、もともとSP盤を束ねる入れ物がアルバムのように見えたのでそう呼ばれるようになったという話を耳にして以降、自分が作るならシングル盤6枚をリリースし、それらを集めてアルバム化したいと話していた。そしてソロ・デビュー・シングル「恋の汽車ポッポ」が『風街ろまん』からのシングル・カットである「花いちもんめ/夏なんです」と同じ日に発売された。そして、2枚目のソロ・シングル「空飛ぶくじら」の発売直前、三浦ディレクターがキング制作部教養課から独立して“ベルウッド”の設立に関係する。1972年2月17日、ベルウッド発足記者会見が行われ、大滝はソロを継続する意味合いで参加する。その結果、1枚目はURC原盤、2枚目からベルウッド原盤という変則的な形で、「空飛ぶくじら」はベルウッドの3枚目のシングルとして発売された。三浦は出版をPMPに預け、大滝はここで朝妻一郎と初めて会うこととなった。
その後諸々の事情により“シングル6枚構想”は“ソロ・アルバム構想”に変更、大滝は2枚のシングルをとりあえず習作と考え、1972年4月から新たにアルバム制作が開始された。そして、大滝にとって特に因縁の作品となった「空飛ぶくじら」はアルバムには入れなかった。なので、本来このアルバムのタイトルは「空飛ぶくじら」も入れて“乗合馬車”の意味で『オムニバス』となる予定だったが、シングル6枚構想が崩れた時点で『オムニバス』というアルバム・タイトルも消滅し、そこで考えられたのが自身の原点であるエルヴィス・プレスリーのデビュー・アルバムのタイトルだった。『ELVIS PRESLEY』というシンプルなものだったことから、このファースト・アルバムも名前だけの『大瀧詠一』となった。ただし、アーティスト名と区別するため、一般には『ファースト』と呼ばれている。

## アートワーク
アルバムのデザインは“WORKSHOP MU!!”が手がけているが、奥村靫正によればジャケットおよび、レコード・レーベルのイラストは立川か横田のガレージセールのようなところで見つけたシアーズの1950年代のカタログのイラストレーションをアレンジしたもので、1997年のシングル「幸せな結末」にも使われた。また、野上眞宏は狭山に行ってからの“MU!!”を象徴しているのは本作だと言い、「アメリカン・ポップの路線が大瀧君のサウンドにばっちりマッチしたんだよね。あれが出たとき、みんなびっくりしたよね」「はっぴいの人たちも、大瀧君のファーストのアメリカン・ポップな感じがすごく気に入って、それで3枚目を“MU!!”に頼むことになったんだと思う」という。さらに自身が撮影したジャケット裏の大瀧のポートレートについては「矢吹申彦が当時音楽雑誌でジャケット・デザインの批評とか書いていて、いつも洋楽のジャケットしかとりあげないのに“写真がよい”とか書いてくれて嬉しかった記憶がある」と振り返っている。アルバム中袋にはこのアルバムを支えた人たちの写真と、ハーモニカを手に持った2歳ぐらいの時の大瀧自身の写真が付けられている。

## 収録曲

### Side I
1. おもい  –  (1:03)
大滝が1968年に細野晴臣と知り合った時、2人を仲介したのが中田佳彦（中田喜直の甥）で、大滝・細野・中田の3人で日曜日ごとに細野の自宅に集まってお茶飲み会兼ポップスの勉強会が開かれ、それがやがてわずかな期間結成されたグループ「LAMPPOST」へと発展した。その後細野がエイプリル・フールを結成した時に、大滝は中田と「EYES」というデュオを組んだ時期もあった。この曲のデモを聞いた中田が気に入り、コーラス・アレンジを手掛けた。大滝はギターなしでビーチ・ボーイズ的なアカペラでミックスするつもりだったが吉野ミキサーからの「薄くでもギターがあった方がよい」という助言でこの形になったという[2]。
2. それはぼくぢゃないよ  –  (3:13)
シングル・バージョンからベースが差し替えられ、ドラムもリフが追加。更にシングルの時に時間がなく未消化だったボーカルの完全版が出来たことが大滝にとって最大の収穫だったとし、ここで聴かれるボーカルが後に、自身にとって生涯でのベスト・ボーカルだったのではないかと思うようになったという[2]。シングルではハーモニーがセンターに置かれ、主旋律とのバランスが6対4ぐらいになっていたが、アルバム・バージョンでは左45度に置かれてメロディーと対等のバランスにされ、どちらかといえばハーモニーを聴かせるバージョンになっている[2]。なお、シングル「恋の汽車ポッポ」では「それはぼくじゃないよ」だったタイトルが、アルバムでは「それはぼくぢゃないよ」に変更されている。後に、あがた森魚の自主制作映画『ぼくは天使じゃないよ』の主題歌に使用され、大滝もあがたとともにアニメーターという設定で映画に出演。二人の上司役を横尾忠則が演じ、3人が揃う出演シーンには、緑魔子、桃井かおりも絡む[6]。
3. 指切り  –  (3:34)
アル・グリーンの「レッツ・ステイ・トゥゲザー」を目論んで作られた曲だが、ベースまでそのままでは面白くないとのことで、ザ・ステイプル・シンガーズの「リスペクト・ユアセルフ」風にしたという。レコーディングについて大滝は「アル・グリーンのようにソウルフルに歌おうと思っていたんだけど、キーの選定を間違えて。まあ試しに歌ってみようということで、歌がファルセットになったりならなかったり落ち着かないまま、とりあえずトレースで歌ったんだ。すると吉野さんが最初のワンテイクで『これがいい』って。『いやいや、これからアル・グリーンみたいにソウルフルにやるんだからちょっと歌わせてよ』と言ったんだけど。『これがいい。また歌うのなら僕は辞める』ときた。<指切り>は6月5日の録音だから、まだ始まったばかりで辞められたら困る。ということで、正真正銘一回きりの歌入れになった。まあ結果的にはよかったんじゃないかな、どうやったってアル・グリーンにはなりゃしないんだから」[7]と答えている。後にシュガー・ベイブの「LFデモ」と呼ばれるデモ・テープにてカバー・ヴァージョンがレコーディングされ[注釈 15]、『SONGS』の1994年盤、2005年盤にそれぞれボーナス・トラックとして収録されている。2014年に発売された大滝のオールタイム・ベスト『Best Always』[注釈 16]にも収録された。
4. びんぼう  –  (2:10)
オリジナル盤ではエンディングにあった、松本による付け足しのドラムがCD化に際しカットされ、95年盤で「びんぼう（ヒマダラケ・バージョン）」として収録された。この曲はのちにウルフルズによって「びんぼう'94」としてカヴァーされ、大滝による3番の歌詞が新たに提供された。この曲は大滝のソロ作品ではあるもののはっぴいえんどのライブでも演奏され、1972年3月19日に行われたベルウッド所属アーティスト総出演によるベルウッド発足記念ライブ[注釈 17]でも演奏されたが、大滝によれば「うちの母親と叔母さん二人がその日たまたま来てて、俺を偶然見かけたんだって。そうしたら歌ってるのが『びんぼう』だったの。“びんぼう、びんぼう”言ってる息子を見て、“お前、そんなに貧乏したのか”って二人に責められた。“私は貧乏に育てた覚えはない、むしろ贅沢させてやったのに”と怒られた」[8]という。
5. 五月雨  –  (1:54)
シングル・バージョンはコーラス以外がモノラル・ミックスだったので、そのステレオ・ミックスとなっている。ただ、このままでは「びんぼう」とタイプがまったく同じだったので、鈴木茂のギターがダビングされ、手拍子とコーラスを追加。さらにダブル・ボーカルで少しポップ調に変更されて、アルバム内でのバランスが取られている。後に、「ライチャス・ブラザーズのビル・メドレーがこの曲を歌ったらどうなるか」という企画意図でアルバム『NIAGARA CALENDAR』[注釈 18]に5月の歌としてセルフ・カバーされた。
6. ウララカ  –  (2:11)
テンポを早くした「Javaバージョン」なるものが存在する（未発表）。はっぴいえんどはこの曲に「はいからはくち」の歌詞をのせてライブで何度か演奏している。後にベスト・アルバム『DEBUT』[注釈 19]で「ウララカ'78」として再レコーディングにて収録。2004年はスペシャル・ドラマ『四谷くんと大塚くん/天才少年探偵登場の巻』主題歌に使用された。

### Side II
1. あつさのせい  –  (2:42)
「五月雨」での大滝のドラムを評価した林立夫からの、「びんぼう」や「五月雨」のようなアップテンポのドラムが叩きたいという話を受け、林と以前バンド仲間だった鈴木茂と大滝の3人でスタジオに入り、プリ・プロが行われた。セッション自体はコード進行を簡単に決めただけのものだったが、ギターとドラムだけで見事なロックンロールが出来上がり、この時のテープを聴きながら林のドラムに合わせてメロディーが作られた。大滝によれば、曲名は林によるドラム・フレーズが「あつさのせい」と言っているように聞こえたことに由来するという[2]。この曲はサム・クックの「シェイク」からの引用を指摘されるが、大滝自身はデラニー&ボニーからの引用で、そこに「シェイク」からのいただきが足されているという。大滝は「茂がジェリー・リードからウェイン・モスに変わっていて、それでテレキャスで1弦と2弦のフレージングを入れちゃえと。で、フォー・ジョー・ハーフではこの手の曲がなかったから、初の林立夫がノリノリで。さらに間奏でジェリー・リー・ルイスみたいなピアノを入れなきゃということになったんだけど、細野さんは『手が痛い』とか言って。そこで林がマンタを紹介してくれて。彼はロックンロールを知らないから、彼があのタイプのロックンロール・ピアノを弾いたのはこの曲が初めてなんじゃないかな」[9]と、後にインタビューで答えている。この曲は細野、鈴木、林、松任谷という、後に細野のアルバム『HOSONO HOUSE』[注釈 20]で登場するキャラメル・ママの初顔合わせ曲となった。さらにこの曲では「指切り」に続きシンガーズ・スリーが参加しているが、大滝は「指切り」がソフトだったからハードな「あつさのせい」はできるのかなと思っていたが、この手のタイプはそれまでやっていた歌謡曲にはないから、楽しかったらしいという。そして、これなら女性ドゥーワップもできると踏んで「恋の汽車ポッポ第二部」につながった[9]。
2. 朝寝坊  –  (2:05)
「ニューオーリンズバージョン」と言うピアノをフィーチャーした全く違うバージョンが存在する（未発表）。
3. 水彩画の町  –  (2:18)
後にベスト・アルバム『DEBUT』に「水彩画の町'78」として再レコーディングにて収録された。
4. 乱れ髪  –  (2:17)
大滝作品初のストリングス入りの曲で、アレンジは吉野。本作中一番メロディックな曲なので譜割をいじらなかったため、歌詞とメロディの乖離が最も少ない曲だという[2]。大滝によれば「この曲は私の初ストリングス作品でもあったんだね。これは吉野さんの助言でイントロに入っているストリングスは元のアレンジではエンディングのコーダとしてついていた。さらにメジャーのエンディングもついていた。そのメジャー・エンディングをカットして、コーダをイントロにつけて、ピアノのイントロにつなげた。当時、はっぴいえんどとしてはストリングス入りの曲を出すような状況ではなかったからソロ・アルバムなのでということなんだね」とし、「“髪を切る”し、テンポをちょっと抑えたら<幸せな結末>[注釈 10]になる。えらいところで符合するんだなと思ったよ。素直に歌うという意味では『ロンバケ』の原点でもある」[9]という。ボーカルは「指切り」同様、一回目のもの。後にベスト・アルバム『DEBUT』で「乱れ髪'78」としてリテイクされた。本作と同日リリースされた柳田ヒロのアルバム『HIRO』[注釈 21]に歌詞が全く同じの同名曲が収録されているが、松本によれば単純な事務的ミステイクだったという。後のインタビューで「はっぴいえんどがロサンゼルスでレコーディングしているときに、柳田が僕の家に取りに来たんだけど、その時一緒にまぎれこんじゃった。あってはいけないことなので、二人には申し訳ないと謝りました。おかげでそれ以来、僕はすごく几帳面になりました」[10]と答えている。
5. 恋の汽車ポッポ第二部  –  (2:35)
シングルとして発売された「恋の汽車ポッポ」のアルバムバージョンとして制作された楽曲。最初の部分の歌詞や譜割りが一部異なっている。「恋の汽車ポッポ」は全三部作構成で、シングルで発売されたシングルバージョンが第一部、本作に収録されたこの第二部、そして、ライブのみで披露されている「海を渡る恋の汽車ポッポ」という第三部が存在する。第三部は途中でリズムトラックが似ている洋楽曲「Stay」が混ざっていて、シュガー・ベイブの演奏とともに披露された。
6. いかすぜ! この恋  –  (2:16)
最後は“大滝詠一の原点”であるエルヴィス・プレスリーでしめるのは、デビュー・アルバムとしては当然のことだったという。曲はエルヴィスのタイトルだけを集めた、いわゆる“折込みポップス”[注釈 22]。コーラスは大滝と、はっぴいえんどが日比谷野外音楽堂に初出演する際コーラス・メンバーに起用した鈴木慶一。エルヴィスのバック・コーラス「ジョーダネーヤーズ」をもじって、「冗談じゃねーやーず」と命名された。アルバムにはカセット音で収録されているが当時、'60sポップスでもまだ遠慮しながらやっているこの時期に、ここまでの洒落が通用する状況ではないとの判断からだった。さらに、大滝にとって“エルヴィスは最後の切り札”なので、まだ公然と使う時期ではないとも思っていたからだという。そこで、モビー・グレープのアルバム『WOW』[注釈 23]のA面最後に一曲だけ78回転で再生してSP風の音を聴くというのがあり、その洒落を真似て、さらに奥まった洒落にした。しかし、さすがに最後だけ78回転にするということは許してもらえず、せめてSPのような音にしようと企画された。いろいろ試行錯誤の結果、吉野から「カセット・プレーヤー(TC-1000B)をピアノの中に入れてマイクで拾えばそれらしい音になる」という提案があり、オリジナル・アルバム収録のこのような音になった。さらに吉野からのアイデアで、モノラルは面白くないからどちらか左右片方にしようとエスカレート。たまたま大滝が持っていたステレオ・セットの右のスピーカーが故障していたので左チャンネルにミックスされた。さらに、曲が終わるとテープの消し残りの「あつさのせい」のイントロが始まり、面白いということでそのまま録音していたら、カセット・テープの残量がなくなってオート・シャット・オフ機能が働いて「パチン」と止まる音まで入ってしまった。この偶然性に着目した大滝はアルバム・カッティングの際、そのカセットが止まる音がレコード盤のエンドの引込み線に入る直前になるようにカッティング・エンジニアに要求した。そのためエンジニアはラッカー盤を何枚も無駄にしてしまったという。このアルバムのカッティングが終わった1972年10月4日に、はっぴいえんどは最後のアルバム制作のためアメリカに出発するが、この時大滝は『大瀧詠一』のマスター・テープを持っていき、アメリカでもカッティングを行った。帰国してからプレスされたアルバムにはアメリカで再カッティングを行ったマスターが使われたが、大滝がカッティングに立ち会えなかったこともあり、現地のエンジニアがカセット音の直前でフェードアウトさせたため、カセット音が入っていない。それ故、カセットの止まる音が入っているのは日本カッティングの初版だけという事になった[2]。後に「烏賊酢是! 此乃鯉」と改題されてアルバム『LET'S ONDO AGAIN』[注釈 24]でリメイクされたほか、大滝同様エルヴィス・ファンであった西田敏行によってカバーされた[注釈 25]。マイクで拾う前の音源は大滝がマスターテープを個人所有しており、90年代にCD化された時に陽の目を見た。

## クレジット

### おもい
| words, music 大瀧詠一                  |
| arrangements 中田佳彦                  |
|                                        |
| guitar, vocals 大瀧                    |
|                                        |
| Recorded On JUN. 20TH., SEPT. 29TH.    |
|                                        |
| ©1972 Seven-Seas Music, Pub. Co., Ltd. |

### それはぼくぢゃないよ
| words 松本隆                         |
| music 大瀧詠一                       |
| arrangements ちぇるしい              |
|                                      |
| drums イーハトヴ田五三九             |
| bass 南部半九郎                      |
| pedal-steel 駒沢裕城                 |
| band neon 池田光夫                   |
|                                      |
| 12st guitar, vocal 大瀧              |
|                                      |
| Original recorded on OCT. 9TH. 1971. |
| SINGLE BS-1465 KING RECORD.          |
| Re-recorded On MAY. 15TH. 1972       |
|                                      |
| ©1971 ART MUSIC. Pub.                |

### 指切り
| words 松本隆                    |
| music and arrangements 大瀧詠一 |
|                                 |
| drums 松本隆                    |
| bass 細野晴臣                   |
| –Featurin'–                     |
| piano and flute 吉田美奈子      |
| chorus シンガーズ “Sexy” スリー |
|                                 |
| percussion 江戸門, 宇野, 多羅尾 |
| vocal 大瀧                      |
|                                 |
| Recorded On JUN. 5TH. 1972      |
|                                 |
| ©1973 P.M.P                     |

### びんぼう
| words, music and arrangements 大瀧詠一 |
|                                        |
| bass 細野晴臣                          |
| drums 松本隆                           |
| –Featurin'–                            |
| 鈴木茂 Hoseam-o-style guitar           |
| 宇野主水 on organ                      |
| chorus –guest singer– 布谷文夫         |
|                                        |
| guitar, vocal 大瀧                     |
|                                        |
| Recorded On APR. 9TH., MAY. 15TH.      |
|                                        |
| ©1972 P.M.P                            |

### 五月雨
| words, music and arrangements 大瀧詠一            |
|                                                   |
| drums イーハトヴ田五三九                          |
| –Featurin'–                                       |
| 野地義行 “samidare” bass                          |
|                                                   |
| guitar 鈴木茂                                     |
| clapping 三浦, 多羅尾, ほしいも                   |
| chorus ドゥルゥトゥル愛好会                       |
| percussion 多羅尾伴内                             |
| vocal 大瀧                                        |
|                                                   |
| Recorded On MAR. 12th., MAY. 31ST. and SEP. 29TH. |
| –SINGLE–                                          |
| OF-3 Bellwood Record.                             |
|                                                   |
| ©1972 P.M.P                                       |

### ウララカ
| words, music 大瀧詠一                                                                                     |
| arrangements 多羅尾伴内                                                                                   |
| |
| drums 松本隆                                                                                              |
| bass 細野晴臣                                                                                             |
| –Featurin'–                                                                                               |
| chorus 大團圓合唱団                                                                                       |
| 鈴木茂 Uraraka-guitar                                                                                     |
| 宇野主水 guitar, Ron-Ron-piano                                                                            |
| |
| guitar, vocals 大瀧                                                                                       |
| Recorded On APR. 9TH.                                                                                     |
| |
| This song is Bassed on “Da-doo Ron-Ron” and dedicated To Phil Spector, Jack “specs” Nitche, and Crystals. |
| |
| 大團圓合唱団 : 多羅尾, 宇野, ほしいも, 鈴木慶一                                                           |
| |
| ©1972 P.M.P                                                                                               |

### あつさのせい
| words, music and arrangements 大瀧詠一    |
|                                           |
| “Hot” drums 林立夫                        |
| “Cool” bass 細野晴臣                      |
| –Featurin'–                               |
| 鈴木茂 “Hot” guitar                       |
| 松任谷正隆 “Hot” piano                    |
| シンガーズ・スリー “Hot” chorus           |
|                                           |
| vocal 大瀧                                |
|                                           |
| Recorded On JUL. 10TH.                    |
| Introduction, conceived by 林, 鈴木, 大瀧 |
| words inspiration by 布谷文夫             |
|                                           |
| ©1972 Seven-Seas Music, Pub. Co., Ltd.    |

### 朝寝坊
| words, music and arrangements 大瀧詠一 |
|                                        |
| bass 原田政長                          |
| drums ジミー竹内                       |
| –Featurin'–                            |
| cla. 佐野博美                          |
| per. 福島照之                          |
| Fingertips 森, 多羅尾                  |
|                                        |
| guitar, vocal and whistle 大瀧         |
|                                        |
| ©1972 Seven-Seas Music, Pub. Co., Ltd. |

### 水彩画の町
| words 松本隆                           |
| music and arrangements 大瀧詠一        |
|                                        |
| –Featurin'–                            |
| chorus 上星川コーラス同好会            |
| conga 多羅尾伴内                       |
|                                        |
| guitar, vocal 大瀧                     |
|                                        |
| Recorded On JUN. 20TH., JUL. 10TH.     |
|                                        |
| ©1972 Seven-Seas Music, Pub. Co., Ltd. |

### 乱れ髪
| words 松本隆                                       |
| music and arrangements 大瀧詠一                    |
| strings Arr. 吉野金次                              |
|                                                    |
| –Featurin'–                                        |
| drums 林立夫                                       |
| bass 細野晴臣                                      |
|                                                    |
| piano 宇野主水                                     |
| strings ストリングスハーモニーオーケストラ交響楽団 |
| conducted by 吉野金次                              |
| vocal 大瀧                                         |
|                                                    |
| Recorded On JUL. 5th., 16TH.                       |
|                                                    |
| ©1972 Seven-Seas Music, Pub. Co., Ltd.             |

### 恋の汽車ポッポ第二部
| words 江戸門弾鉄, 多羅尾伴内                                          |
| music and arrangements 多羅尾伴内                                     |
|                                                                       |
| drums 宇野主水, 多羅尾伴内                                            |
| bass 南部半九郎                                                       |
| –Featurin'–                                                           |
| chorus シンガーズ・スリー                                             |
| guitar 鈴木茂                                                         |
| clapping 三浦, 吉野, 森, 多羅尾                                       |
|                                                                       |
| vocal 大瀧                                                            |
|                                                                       |
| Recorded On JUL. 20TH.                                                |
| “Part I” recorded on OCT. 9TH. 1971.                                  |
| –SINGLE–                                                              |
| BS-1465 KING RECORD.                                                  |
|                                                                       |
| Dedicated to Little Eva, Ciffons, Neil Sedaka, Carole King, Bob Crewe |
|                                                                       |
| Special thanks to Super Stars of Golden-Rock'n Roll-Age.              |
|                                                                       |
| ©1972 ART MUSIC. Pub.                                                 |

### いかすぜ! この恋
| words, music and arrangements 多羅尾伴内                                                                            |
| |
| –Featurin'– |
| 多羅尾伴内 “Elvis style vocal”                                                                                      |
| |
| drums 松本隆 |
| wood bass 細野晴臣                                                                                                  |
| |
| 宇野主水 on “string” piano                                                                                          |
| chorus |
| –冗談じゃねーやーず–                                                                                                |
| （多羅尾&慶一） |
| |
| Recorded On JUN. 12TH.                                                                                              |
| |
| This song is bassed on Elvis' song “I Gut Stung” And all words are from his song's title And dedicated To My Elvis! |
| Recorded from SONY cassette-Corder TC-1000 B.                                                                       |
| |
| ©1972 P.M.P |

### スタッフ
- RECORDING MIXING ENGINEER
  - 吉野金次
- ASSISTANT
  - モウリスタジオ・オールスターズ, 野村正樹
- RECORDING STUDIO
  - モウリスタジオ, 目黒
- MANAGEMENTS
  - 風都市
- Thanks to 石浦, 前島 Bros., 上村
- AGENT
  - 中村誠
- SCORING
  - 吉野金次
- DIRECTION
  - 三浦光紀
- PHOTO
  - 野上眞宏
- DESIGN
  - Work Shop MU!!
- PRODUCED BY 大瀧詠一
- Dedicated To “P”

## CD選書シリーズ

### 解説
本作はダブル・オーレコード第一回作品として、1995年3月24日にナイアガラ・レーベルからリリースされた『NIAGARA MOON』『NIAGARA TRIANGLE Vol.1』『NIAGARA CM SPECIAL』とともにオリジナル・マスターおよび、ボーナス・トラックを収録。大瀧本人の監修と書き下ろしライナーノーツ付きで再発された。

### 収録曲
1. 恋の汽車ポッポ （シングル・バージョン）  –  (2:13) *MONO
words : 江戸門弾鉄, music and arrangements : 多羅尾伴内
2. それはぼくじゃないよ （シングル・バージョン）  –  (3:14)
words : 松本隆, music : 大瀧詠一, arrangements : ちぇるしい
3. 空飛ぶくじら （シングル・バージョン）  –  (2:07)
words : 江戸門弾鉄, music and arrangements : 多羅尾伴内
4. 五月雨 （シングル・バージョン）  –  (2:19)
5. おもい  –  (1:04)
6. それはぼくぢゃないよ  –  (3:14)
7. 指切り  –  (3:33)
8. びんぼう  –  (2:00)
9. 五月雨  –  (1:59)
10. ウララカ  –  (2:11)
11. あつさのせい  –  (2:45)
12. 朝寝坊  –  (2:06)
13. 水彩画の町  –  (2:19)
14. 乱れ髪  –  (2:16)
15. 恋の汽車ポッポ第二部  –  (2:32)
16. いかすぜ! この恋  –  (1:57)
アルバムに収録されたカセット音になる前のバージョン。本CDで初収録となった。これを含むシングル・バージョン以外の6曲のボーナス・トラックは、大滝個人が所有していたもの。大滝によれば、もし会社に原盤の管理をすべて委ねていたら、もう聴くことのできない音源だったという。さらにアルバムのマルチ・テープは既に現存せず、2チャンネルのマスターしか存在していない。こうしたことから、アーティストが自分の作品を守るには自分で原盤を持たなければならないと強く考えるようになり、それが“ナイアガラ構想”へと発展していった[2]。
17. 空飛ぶくじら （ピアノ・イントロ・バージョン）  –  (2:19)
吉野が「もし良かったら使ってみない?」という感じで[2]、ピアノで弾いたイントロが追加されているほか、ソロ・ボーカルをテープ・ヘッド差を利用したダブル・ボーカルになっている[2]。
18. それはぼくぢゃないよ （アルバムMIX-2）  –  (3:18)
シングルではセンター、アルバムのOKテイクでは左45度にそれぞれコーラスが配置されていたが、このミックスでは左端に置かれている。大滝によれば確か、これでOKだと吉野には言われたが、最後の最後にさらにミックス・ダウンをしてコーラスをもっと聞かせたミックスを作ったように記憶しているという[2]。
19. びんぼう （ヒマダラケ・バージョン）  –  (2:23)
“ひまだらけ”が二回繰り返されている、最初のバージョン。OKテイクに対し、左のオルガンが大きくミックスされている。エンディングで、松本によるドラムの付け足しがあるが、これがエルヴィスの<BABY I DON'T CARE>のエンディングに似ていると思った大滝の判断でOKテイクに生かされた。
20. ウララカ （イントロ・ドラム・バージョン）  –  (2:17)
21. おもい
(UNDUBBED VERSION：TAKE1)  –  (2:01)
(UNDUBBED VERSION：TAKE2)  –  (1:04)
コーラスが入る前の、ソロ・ボーカル・テイク。
22. いかすぜ! この恋 （カセット・バージョン）  –  (2:19)
カセット・レコーダーでの再生音をマイクで拾ったSP盤風のカセット音バージョン。オリジナル盤ではB面最後に収録されていた。

℗1971 (1,2) 1972 (3 – 15,22) 1995 (16 – 21) KING RECORD

## Bellwood 40th Anniversary Collection

### 解説
本作の40周年に合わせて当初、大滝は未発表音源も含めてリマスタリングを始めたが、原盤を所有するキングレコードが、かつての大滝の共同作業者で、ベルウッド・レコードの元プロデューサーだった三浦光紀の総監修のもと、他のベルウッド関連アーティストのものと併せて自社で行いたいとの意向を伝えてきたことで、三浦とキングの意向を尊重して自らによる再発売計画とマスタリング作業を取りやめ、2012年、“Bellwood 40th Anniversary Collection”として通常のプラケース仕様（全40タイトル）にてリイシュー。併せて、“Bellwood 40th Anniversary Collection 40周年特別企画 紙ジャケコレクション”（全11タイトル）としても、HRカッティングによる完全限定プレス盤にてリリースされた。
大滝は翌2013年に逝去し、生前の自身による構想は、10年後の2022年に大滝の遺族の監修により発表された『大瀧詠一 乗合馬車 (Omnibus) 50th Anniversary Edition』として実現することになった。

### 収録曲
1. おもい  –  (1:07)[12][13]
2. それはぼくぢゃないよ  –  (3:17)[12][13]
3. 指切り  –  (3:36)[12][13]
4. びんぼう  –  (2:12)[12][13]
5. 五月雨  –  (2:02)[12][13]
6. ウララカ  –  (2:14)[12][13]
7. あつさのせい  –  (2:48)[12][13]
8. 朝寝坊  –  (2:10)[12][13]
9. 水彩画の町  –  (2:22)[12][13]
10. 乱れ髪  –  (2:21)[12][13]
11. 恋の汽車ポッポ第二部  –  (2:36)[12][13]
12. いかすぜ! この恋  –  (2:19)[12][13]

### クレジット
| リイシュー・スタッフ                                                        |
| 総監修 : 三浦光紀 / 補監修 : 小倉エージ / 新規解説編集 : 山田順一           |
| リマスタリング・エンジニア : 田中浩路（JVC Mastering Center）               |
| リプロダクト・デザイン : アプローチ / デザイン・コーディネーター : 山下淳一 |
| A&R : 宮田克己、本田丈和                                                    |
|                                                                             |
| 解説 : 高塚浩一                                                             |

## レコーディング・データ
| 日付     | スタジオ                    | 内容 |
| 1971年   | 1971年                      | 1971年 |
| -------- | --------------------------- | --- |
| 10月09日 | 目黒モウリスタジオ          | ソロ・シングル用<それはぼくじゃないよ>、<恋の汽車ポッポ>レコーディング。 |
| 10月19日 |                             | シングル・ジャケット用写真撮影（青梅鉄道公園、撮影：おおくぼひさこ）。 |
| 10月21日 | 目黒モウリスタジオ          | ソロ・シングル、ミックス。 |
| 10月23日 |                             | ソロ・シングル、カッティング立会い（キングレコードの工場）。 |
| 12月10日 |                             | ソロ・デビュー・シングル「恋の汽車ポッポ/それはぼくじゃないよ」発売。はっぴいえんどのシングル「花いちもんめ/夏なんです」と同日発売。 |
| 1972年   |                             | |
| 03月03日 | 新宿御苑スタジオ            | リハーサル。 |
| 03月04日 | 新宿御苑スタジオ            | リハーサル。 |
| 03月06日 | 新宿御苑スタジオ            | リハーサル。 |
| 03月11日 | 新宿御苑スタジオ            | リハーサル。 |
| 03月12日 | 目黒モウリスタジオ          | シングル<五月雨>、<空飛ぶくじら>レコーディング。 |
| 04月09日 | 目黒モウリスタジオ          | <びんぼう>、<ウララカ>レコーディング。 |
| 05月15日 | 目黒モウリスタジオ          | <びんぼう>、<それはぼくぢゃないよ>レコーディング。 |
| 06月05日 | 目黒モウリスタジオ          | <指切り>レコーディング。 |
| 06月12日 | 音羽キングスタジオ          | <いかすぜ! この恋>レコーディング。 |
| 06月17日 | 目黒モウリスタジオ          | <指切り>、<いかすぜ!この恋>ヴォーカル・パート・レコーディング。 |
| 06月20日 | 目黒モウリスタジオ          | <おもい>、<水彩画の街>レコーディング。 |
| 06月25日 |                             | シングル「空飛ぶくじら/五月雨」発売。 |
| 06月29日 | 新宿御苑スタジオ            | リハーサル。 |
| 07月05日 | 目黒モウリスタジオ（1スタ） | <乱れ髪>レコーディング。 |
| 07月10日 | 目黒モウリスタジオ（1スタ） | <あつさのせい>、<水彩画の街>レコーディング。 |
| 07月16日 | 目黒モウリスタジオ          | <乱れ髪>、<朝寝坊>レコーディング。 |
| 07月20日 | 目黒モウリスタジオ          | <恋の汽車ポッポ第二部>レコーディング。 |
| 08月21日 | 目黒モウリスタジオ（1スタ） | アルバム『大瀧詠一』ミックス・ダウン。 |
| 08月23日 | 目黒モウリスタジオ（1スタ） | アルバム『大瀧詠一』ミックス・ダウン。 |
| 09月01日 | 目黒モウリスタジオ（1スタ） | ダビング。 |
| 09月11日 | 目黒モウリスタジオ（1スタ） | ダビング。 |
| 09月12日 | 目黒モウリスタジオ（1スタ） | ダビング。 |
| 09月16日 | 目黒モウリスタジオ（1スタ） | ダビング。 |
| 09月22日 | 目黒モウリスタジオ（1スタ） | ダビング。 |
| 09月24日 |                             | アルバム・ジャケット撮影（撮影：野上眞宏）。 |
| 09月29日 | 目黒モウリスタジオ          | <おもい>、<五月雨>レコーディング。 |
| 10月03日 |                             | アルバム『大瀧詠一』レコーディング終了。 |
| 10月04日 |                             | アルバム『大瀧詠一』カッティング立会い。その後、ベルウッド・レコードの会員制集会『新譜を聴く会』に出席。さらに19時、はっぴいえんどのアルバム『HAPPY END』レコーディングのため羽田空港に向かう。21時40分発の便でロサンゼルスに出発。その際、大滝は完成間もないアルバムのマスター・テープとそのコピーを持参、アメリカでもカッティングが行われた。 |
| 10月25日 |                             | 帰国。 |
| 11月25日 |                             | アルバム『大瀧詠一』発売。 |

## リリース履歴
| #  | 発売日         | リリース                    | 規格  | 品番         | 備考 |
| -- | -------------- | --------------------------- | ----- | ------------ | --- |
| 1  | 1972年11月25日 | Bellwood ⁄ KING             | LP    | OFL-7        | 写真入り中袋仕様。歌詞カードはブックレットになっている。初回プレス盤はB面最後の引き込み線にカセットの止まる音が入っているが、セカンド・プレスよりLAカッティングにさしかわったため、カセット音は入っていない。 |
| 2  | 1977年         | Bellwood ⁄ KING             | CT    | A-1014       | “ベルウッド名版シリーズ”として、カセットのみのリイシュー・シリーズで再発。B面最後のカセット音入り。 |
| 3  | 1979年11月5日  | Bellwood ⁄ KING             | LP    | SKM-7009     | “ベルウッド1500シリーズ”としての再発盤。歌詞カードが通常の写植のものに、レーベルがベルウッド統一のものに、それぞれ変更される。 |
| 4  | 1981年6月25日  | Bellwood ⁄ KING             | LP    | K25A-180     | LPは初版と同じイラスト・レーベルになり、歌詞カードもブックレットに戻る。 |
| 4  | 1981年6月25日  | Bellwood ⁄ KING             | CT    | K25H-412     | LPは初版と同じイラスト・レーベルになり、歌詞カードもブックレットに戻る。 |
| 5  | 1989年3月21日  | Bellwood ⁄ KING             | CD    | K25X 371     | 初CD化。 |
| 6  | 1992年11月21日 | Bellwood ⁄ KING             | CD    | KICS 2143    | “ソングライター・ルネッサンス”シリーズとしての再発盤。デザイン・ワークがシリーズ統一のものになる。 |
| 7  | 1995年3月24日  | Yoo-Loo / Oo Records        | CD    | OOCO 1       | 新規リマスター音源、ボーナス・トラック10曲収録。大滝詠一による書き下ろしライナーノーツ収載。裏ジャケット見開き部分に、レコード中袋の写真が印刷されている。 |
|    | 1995年4月5日   | Bellwood / KING             | CD    | KICS-8106    | “Bellwood Selection 21+2”シリーズとしてリリースが予定されたが、ダブル・オー盤リリースにより発売中止。 |
| 8  | 1996年9月15日  | VIVID                       | LP    | VSLP-4012    | オリジナル復刻仕様による限定アナログ盤。福原武志による書き下ろし解説収載。 |
| 9  | 1997年11月1日  | Yoo-Loo / Sony Records      | CD    | SRCL 4170    | 品番改定によるダブル・オー盤の再発。 |
| 10 | 2000年7月26日  | Bellwood / KING             | CD    | KICS-8811    | “ベルウッド名盤コレクション”シリーズとしての再発盤。デザイン・ワークがシリーズ統一のものになる。 |
| 11 | 2001年6月23日  | Bellwood / KING             | LP    | BZJS-5006    | オリジナル復刻仕様による180g重量盤の完全限定生産。オリジナル仕様で復刻。歌詞カードはブックレット。 |
| 12 | 2012年10月3日  | Bellwood / KING             | CD    | KICS-91801   | 三浦光紀総監修による“Bellwood 40th Anniversary Collection”シリーズとしての再発。完全限定プレス盤による紙ジャケコレクション（全11タイトル）。HRカッティング採用。高塚浩一による新規ライナーノーツ付。 |
| 12 | 2012年10月3日  | Bellwood / KING             | CD    | KICS-2557    | “Bellwood 40th Anniversary Collection”シリーズとしての再発（全40タイトル）。プラケース仕様。高塚浩一による新規ライナーノーツ付（KICS-91801と同じ）。 |
| 13 | 2015年1月21日  | Bellwood / KING             | LP    | KIJS-90005   | “Bellwood LP Collection”シリーズとして再発（全10タイトル）。180g重量盤による完全限定生産。初発当時のLPジャケット、インナースリーブ等を可能な限り復刻。当初は他のタイトル同様、2014年12月10日発売予定だったが、制作上の都合により発売が延期された。 |
| 14 | 2017年9月20日  | Bellwood / KING             | UHQCD | KICS-2625    | 三浦光紀総監修による“Bellwood 45th Anniversary UHQCD Collection”シリーズとして再発（全20タイトル）。2017年最新デジタル・リマスタリング。サエキけんぞうによる新規ライナーノーツ付。 |
| 15 | 2017年12月20日 | FUJI                        | 2LP   | FJLP1001     | リリースから45周年を記念した180g重量盤45回転2枚組による高音質アナログ盤。オリジナル・マスター・テープからのカッティング、国内プレスによる完全限定盤。内袋（紙スリーブ）、ブックレット、帯も可能な限りオリジナル盤を再現。湯浅学による新規ライナーノーツ付。 |
| 16 | 2022年11月25日 | NIAGARA ⁄ Sony Music Labels | 2CD   | SRCL 12345~6 | - 『大瀧詠一 乗合馬車 (Omnibus) 50th Anniversary Edition』 - Disc-1には『大瀧詠一』の楽曲をベースに、大滝が2012年に構想した新たな曲順で収録。「いかすぜ！この恋」のオリジナル・ミックスや、あえてアルバム収録から外された「空飛ぶくじら」などを収録。Disc-2にはアルバム曲のシングル・バージョンやアナザー・ミックスに加え、貴重な未発表音源を収録。“アナザー・サイド・オブ『大瀧詠一』”として、単独のアルバムとしても楽しめる仕様となっている。 |